# Tabanus sarmentoi
Tabanus sarmentoi är en tvåvingeart som beskrevs av Travassos Dias 1959. Tabanus sarmentoi ingår i släktet Tabanus och familjen bromsar.
Artens utbredningsområde är Angola. Inga underarter finns listade i Catalogue of Life.